# Gustaaf Adolf Strick van Linschoten

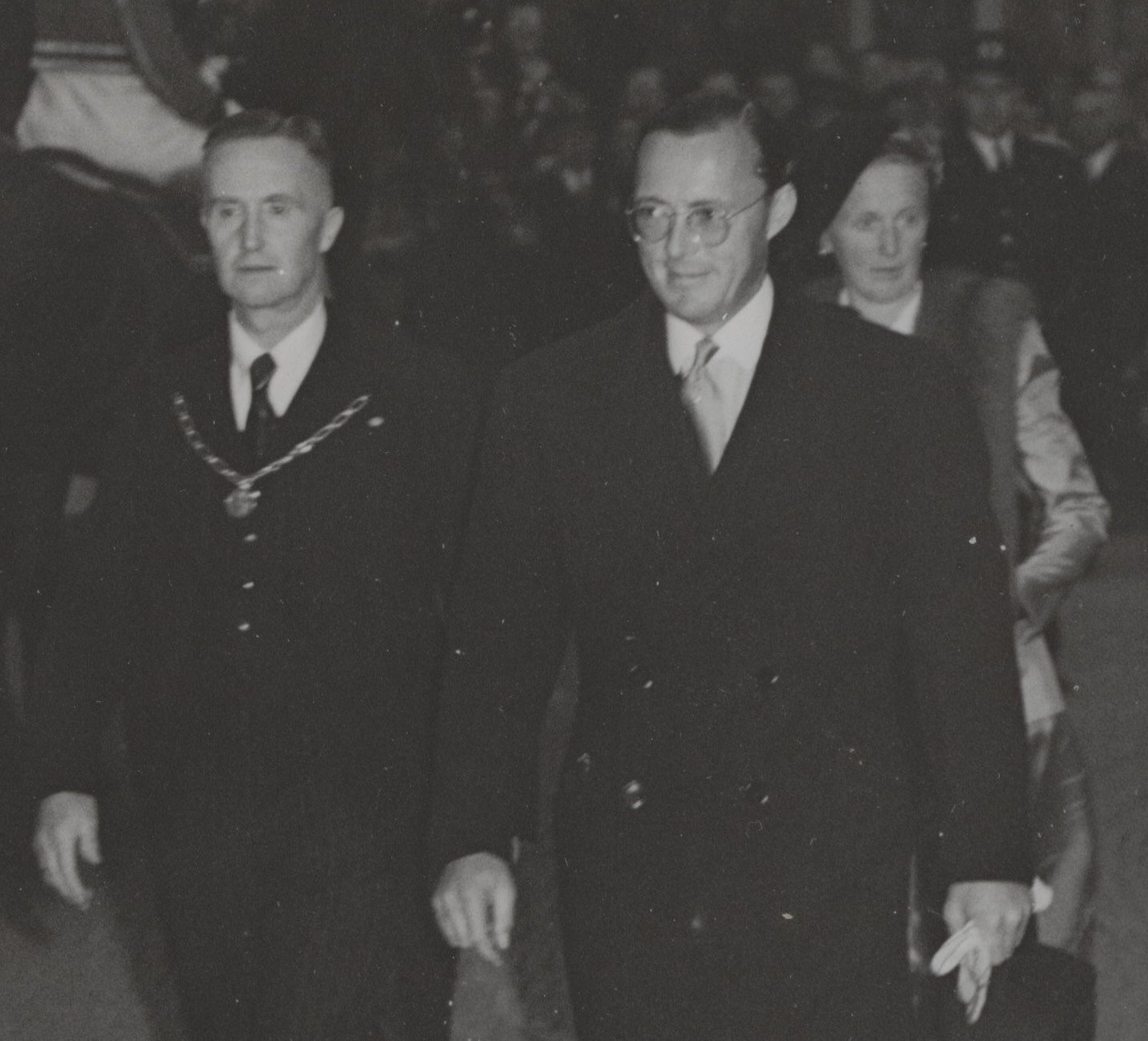
Burgemeester jhr. G.A. Strick van Linschoten met prins Bernhard (1949)

Jhr. mr. Gustaaf Adolf Strick van Linschoten (Dinxperlo, 23 december 1894 - Deventer, 12 augustus 1968) was een Nederlandse burgemeester. Tussen 1946 en 1960 was hij burgemeester van de Nederlandse stad Zwolle.

## Beknopte biografie
Strick van Linschoten, lid van de familie Strick van Linschoten, werd geboren te Dinxperlo als zoon van notaris Jhr. Ludolph Daniël Strick van Linschoten en zijn vrouw Juliana Klink. Vanaf 1930 is Strick van Linschoten burgemeester van de (voormalige) gemeente Krabbendijke. Hij blijft in deze functie tot 15 november 1936, op welke dag hij burgemeester van de Overijsselse gemeente Zwollerkerspel wordt. Nadat Arnoldus van Walsum vanwege zijn anti-Duitse houding in juni 1940 ontslagen was als burgemeester van Zwolle, was Strick van Linschoten enige tijd tevens waarnemend burgemeester van Zwolle. Met ingang van 16 mei 1946 wordt Strick van Linschoten burgemeester van Zwolle. Hij vervult dit ambt tot 1960. Zijn opvolger is Hans Roelen.